# Justin Heekeren
Justin Heekeren (sinh ngày 27 tháng 11 năm 2000) là một cầu thủ bóng đá người Đức thi đấu ở vị trí thủ môn cho câu lạc bộ Schalke 04 tại Bundesliga.

## Liên kết ngoàt
- Profile trên FC Schalke 04 website
- Justin Heekeren tại Soccerway
- Justin Heekeren trên kicker.de